# Diocesi di São Luiz de Cáceres
La diocesi di São Luiz de Cáceres (in latino Dioecesis Sancti Aloisii de Caceres) è una sede della Chiesa cattolica in Brasile suffraganea dell'arcidiocesi di Cuiabá. Nel 2023 contava 281.000 battezzati su 397.325 abitanti. È retta dal vescovo Jacy Diniz Rocha.

## Territorio
La diocesi comprende i seguenti comuni nella parte sud-occidentale dello stato brasiliano del Mato Grosso al confine con la Bolivia: Araputanga, Barra do Bugres, Cáceres, Campos de Júlio, Comodoro, Conquista d'Oeste, Curvelândia, Figueirópolis d'Oeste, Glória d'Oeste, Indiavaí, Jauru, Lambari d'Oeste, Nossa Senhora do Livramento, Mirassol d'Oeste, Nova Lacerda, Nova Olímpia, Poconé, Pontes e Lacerda, Porto Esperidião, Porto Estrela, Reserva do Cabaçal, Rio Branco, São José dos Quatro Marcos, Salto do Céu, Vale de São Domingos, Vila Bela da Santíssima Trindade. La diocesi confina con quelle di Ji-Paraná, Juína, Diamantino, Cuiabá, Rondonópolis-Guiratinga, Corumbá e San Ignacio de Velasco.
Sede vescovile è la città di Cáceres, dove si trova la cattedrale di San Luigi dei Francesi.
Il territorio si estende su 135.969 km² ed è suddiviso in 27 parrocchie.

## Storia
La diocesi è stata eretta il 5 aprile 1910 con la bolla Novas constituere di papa Pio X, ricavandone il territorio dall'arcidiocesi di Cuiabá,
Il 1º maggio 1925 e il 1º marzo 1929 ha ceduto porzioni del suo territorio a vantaggio delle prelature territoriali di Porto Velho (oggi arcidiocesi) e di Guajará-Mirim (oggi diocesi).

## Cronotassi dei vescovi
Si omettono i periodi di sede vacante non superiori ai 2 anni o non storicamente accertati.
- Modesto Augusto Vieira † (12 maggio 1911 - 12 gennaio 1914 nominato vescovo ausiliare di Mariana[3])
- Louis Marie Galibert, T.O.R. † (13 marzo 1915 - 27 aprile 1954 dimesso[4])
- Máximo André Biennès, T.O.R. † (3 novembre 1967 - 24 luglio 1991 dimesso)
- Paulo Antônio de Conto (24 luglio 1991 - 27 maggio 1998 nominato vescovo di Criciúma)
- José Vieira de Lima, T.O.R. (11 novembre 1998 - 23 luglio 2008 ritirato)
- Antônio Emídio Vilar, S.D.B. (23 luglio 2008 - 28 settembre 2016 nominato vescovo di São João da Boa Vista)
- Jacy Diniz Rocha, dal 10 maggio 2017

## Statistiche
La diocesi nel 2023 su una popolazione di 397.325 persone contava 281.000 battezzati, corrispondenti al 70,7% del totale.
| anno | popolazione | popolazione | popolazione | presbiteri | presbiteri | presbiteri | presbiteri                | diaconi | religiosi | religiosi | parrocchie |
| anno | battezzati  | totale      | %           | numero     | secolari   | regolari   | battezzati per presbitero | diaconi | uomini    | donne     | parrocchie |
| ---- | ----------- | ----------- | ----------- | ---------- | ---------- | ---------- | ------------------------- | ------- | --------- | --------- | ---------- |
| 1950 | 42.000      | 47.300      | 88,8        | 8          | 1          | 7          | 5.250                     |         | 7         | 15        | 4          |
| 1966 | 100.000     | 105.000     | 95,2        | 8          | 1          | 7          | 12.500                    |         | 11        | 33        | 4          |
| 1970 | 125.000     | 130.000     | 96,2        | 9          | 1          | 8          | 13.888                    |         | 14        | 33        | 4          |
| 1976 | 176.000     | 195.000     | 90,3        | 13         | 6          | 7          | 13.538                    |         | 12        | 52        | 9          |
| 1980 | 176.000     | 198.000     | 88,9        | 15         | 9          | 6          | 11.733                    |         | 12        | 79        | 9          |
| 1990 | 233.000     | 254.000     | 91,7        | 25         | 20         | 5          | 9.320                     |         | 10        | 92        | 16         |
| 1999 | 314.000     | 400.000     | 78,5        | 28         | 19         | 9          | 11.214                    |         | 16        | 50        | 18         |
| 2000 | 318.000     | 415.000     | 76,6        | 27         | 19         | 8          | 11.777                    |         | 15        | 47        | 18         |
| 2001 | 318.000     | 415.000     | 76,6        | 27         | 17         | 10         | 11.777                    |         | 18        | 47        | 18         |
| 2002 | 316.000     | 400.000     | 79,0        | 30         | 20         | 10         | 10.533                    |         | 18        | 47        | 18         |
| 2003 | 317.000     | 400.000     | 79,3        | 27         | 18         | 9          | 11.740                    | 1       | 17        | 47        | 18         |
| 2004 | 318.000     | 400.000     | 79,5        | 29         | 19         | 10         | 10.965                    |         | 16        | 47        | 19         |
| 2010 | 334.000     | 428.000     | 78,0        | 39         | 27         | 12         | 8.564                     |         | 18        | 50        | 21         |
| 2014 | 351.000     | 449.000     | 78,2        | 42         | 25         | 17         | 8.357                     | 1       | 23        | 52        | 23         |
| 2017 | 359.980     | 460.950     | 78,1        | 44         | 23         | 21         | 8.181                     | 2       | 27        | 37        | 25         |
| 2020 | 295.111     | 417.827     | 70,6        | 43         | 29         | 14         | 6.863                     | 2       | 21        | 30        | 25         |
| 2022 | 299.000     | 422.634     | 70,7        | 46         | 31         | 15         | 6.500                     | 2       | 18        | 28        | 26         |
| 2023 | 281.000     | 397.325     | 70,7        | 43         | 29         | 14         | 6.534                     | 3       | 19        | 28        | 27         |